# Ralph Lewis (baloncestista)
Ralph Adolphus Lewis (Filadelfia, Pensilvania, 28 de marzo de 1963) es un exjugador, entrenador de baloncesto estadounidense. Con sus 1,98 m de altura jugaba como base y asistió a la Universidad de La Salle.

## Trayectoria

### Profesional
Lewis fue seleccionado por Boston Celtics en el Draft de la NBA de 1985 y comenzó su carrera en 1987 con Detroit Pistons. Él además jugó con Charlotte Hornets.

### Entrenador
Lewis ha sido entrenador asistente con Seattle SuperSonics desde 2005. Antes de esto fue entrenador jefe de los Huntsville Flight (NBA Development League) durante tres temporadas, consiguiendo un récord en victorias derrotas, 73-71.